# Breitenbach (Szwajcaria)
Breitenbach (fr. Bretonbac) – miejscowość i gmina w Szwajcarii, w kantonie Solura, w jednostce administracyjnej (Amtei) Dorneck-Thierstein, siedziba administracyjna okręgu Thierstein. 

## Demografia
W Breitenbachu mieszka 4 048 osób. W 2021 roku 25,9% populacji gminy stanowiły osoby urodzone poza Szwajcarią. 

## Współpraca
Miejscowość partnerska:
- Großbreitenbach, Niemcy

## Transport
Przez teren gminy przebiegają drogi główne nr 253, nr 267 i nr 272.